# Whatzupwitu
«Whatzupwitu» (з англ. «Що трапилося з тобою») — пісня американського актора, режисера, продюсера і співака Едді Мерфі з третього альбому Love's Alright (з англ. «Любов є в порядку»).

## Випуск пісні
Випуск пісні відбувся 30 Березня 1993 року і була випущена лейблом Motown Records.

## Музичне відео
Музичне відео на пісню було зняте у дуеті з Едді Мерфі і Майклом Джексоном у Березні 1993 року, режисерами Вайнем Ішамом і Класком Ксупом. Прем'єра музичного відео відбулася у Березні 1993 року.